# 盐黄杆菌属
盐黄杆菌属（学名：Haloflavibacter）是黄杆菌科下的一个属。本属惟一种恶臭盐黄杆菌从海岸上的海水中分离出来。

## 下属物种
本属包括以下物种：
- 恶臭盐黄杆菌 Haloflavibacter putidus Feng et al. 2020